# 2024年アゼルバイジャングランプリ
2024年アゼルバイジャングランプリ（英: 2024 Azerbaijan Grand Prix、正式名称: Formula 1 Qatar Airways Azerbaijan Grand Prix 2024）は、2024年のF1世界選手権第17戦として、2024年9月15日にバクー市街地コースで開催された。

## 背景
タイヤ
ピレリが持ち込んだドライ用タイヤのコンパウンドはハード（白）：C3、ミディアム（黄）：C4、ソフト（赤）：C5のソフト寄りの組み合わせ。
| ドライ用   | ドライ用       | ドライ用   | ウェット用           | ウェット用   |
| C3         | C4             | C5         | インターミディエイト | フルウェット |
| ---------- | -------------- | ---------- | -------------------- | ------------ |
| （ハード） | （ミディアム） | （ソフト） | （小雨用）           | （大雨用）   |
DRS：2箇所
※（　）内は検知ポイント
- DRS1：ターン2より54m先から（ターン2より手前のSC2）
- DRS2：ターン20より347m先から（ターン20）

開催スケジュールとレースフォーマットの変更
前年は4月に開催されていたが、日本GPと入れ替わる形で9月に移動した。また、前年はスプリントレースが開催されたが、本年は通常のレースフォーマットに戻された。

## エントリー
レギュラードライバー
- ハース：ケビン・マグヌッセンが前戦イタリアGPの決勝で累積ペナルティポイントが12に達して出場停止となったため、リザーブドライバーのオリバー・ベアマンが代走を務める。ベアマンは虫垂炎により第2戦サウジアラビアGPを欠場したカルロス・サインツ（フェラーリ）の代走を務めて以来2回目の出走となる。

## フリー走行

### FP1
2024年9月13日 13:30 AZT (UTC+4)

### FP2
2024年9月13日 17:00 AZT (UTC+4)

### FP3
2024年9月14日 12:30 AZT (UTC+4)

### 各セッションの順位
| 順位  | ドライバー         | コンストラクター | タイム   |
| ----- | ------------------ | ---------------- | -------- |
| 1     | M.フェルスタッペン | レッドブル       | 1:45.546 |
| 2     | L.ハミルトン       | メルセデス       | 1:45.859 |
| 3     | S.ペレス           | レッドブル       | 1:45.922 |
| 4     | L.ノリス           | マクラーレン     | 1:46.027 |
| 5     | C.サインツ         | フェラーリ       | 1:46.173 |
| 出典: |                    |                  |          |

| 順位  | ドライバー   | コンストラクター | タイム   |
| ----- | ------------ | ---------------- | -------- |
| 1     | C.ルクレール | フェラーリ       | 1:43.484 |
| 2     | S.ペレス     | レッドブル       | 1:43.490 |
| 3     | L.ハミルトン | メルセデス       | 1:43.550 |
| 4     | C.サインツ   | フェラーリ       | 1:43.950 |
| 5     | O.ピアストリ | マクラーレン     | 1:43.983 |
| 出典: |              |                  |          |

| FP3 \| 順位 \| ドライバー \| コンストラクター \| タイム \| \| --------- \| ------------------ \| ---------------- \| -------- \| \| 1 \| G.ラッセル \| メルセデス \| 1:42.514 \| \| 2 \| C.ルクレール \| フェラーリ \| 1:42.527 \| \| 3 \| L.ノリス \| マクラーレン \| 1:42.737 \| \| 4 \| O.ピアストリ \| マクラーレン \| 1:42.749 \| \| 5 \| M.フェルスタッペン \| レッドブル \| 1:42.862 \| \| 出典: [9] \| \| \| \| | - 注: いずれもトップ5まで掲載。 |                  |          |
| 順位 | ドライバー                      | コンストラクター | タイム   |
| 1 | G.ラッセル                      | メルセデス       | 1:42.514 |
| 2 | C.ルクレール                    | フェラーリ       | 1:42.527 |
| 3 | L.ノリス                        | マクラーレン     | 1:42.737 |
| 4 | O.ピアストリ                    | マクラーレン     | 1:42.749 |
| 5 | M.フェルスタッペン              | レッドブル       | 1:42.862 |
| 出典: |                                 |                  |          |

## 予選
2024年9月14日 16:00 AZT (UTC+4)

### 予選結果
| 順位                | No. | ドライバー                 | コンストラクター                        | Q1       | Q2       | Q3       | Grid |
| ------------------- | --- | -------------------------- | --------------------------------------- | -------- | -------- | -------- | ---- |
| 1                   | 16  | シャルル・ルクレール       | フェラーリ                              | 1:42.775 | 1:42.056 | 1:41.365 | 1    |
| 2                   | 81  | オスカー・ピアストリ       | マクラーレン-メルセデス                 | 1:43.033 | 1:42.598 | 1:41.686 | 2    |
| 3                   | 55  | カルロス・サインツ         | フェラーリ                              | 1:43.357 | 1:42.503 | 1:41.805 | 3    |
| 4                   | 11  | セルジオ・ペレス           | レッドブル-ホンダ・RBPT                 | 1:43.213 | 1:42.263 | 1:41.813 | 4    |
| 5                   | 63  | ジョージ・ラッセル         | メルセデス                              | 1:43.139 | 1:42.329 | 1:41.874 | 5    |
| 6                   | 1   | マックス・フェルスタッペン | レッドブル-ホンダ・RBPT                 | 1:43.097 | 1:42.042 | 1:42.023 | 6    |
| 7                   | 44  | ルイス・ハミルトン         | メルセデス                              | 1:43.089 | 1:42.765 | 1:42.289 | PL 1 |
| 8                   | 14  | フェルナンド・アロンソ     | アストンマーティン・アラムコ-メルセデス | 1:43.472 | 1:42.426 | 1:42.369 | 7    |
| 9                   | 43  | フランコ・コラピント       | ウィリアムズ-メルセデス                 | 1:43.138 | 1:42.473 | 1:42.530 | 8    |
| 10                  | 23  | アレクサンダー・アルボン   | ウィリアムズ-メルセデス                 | 1:42.899 | 1:42.840 | 1:42.859 | 9    |
| 11                  | 50  | オリバー・ベアマン         | ハース-フェラーリ                       | 1:43.471 | 1:42.968 | n/a      | 10   |
| 12                  | 22  | 角田裕毅                   | RB-ホンダ・RBPT                         | 1:43.337 | 1:43.035 | n/a      | 11   |
| 13                  | 27  | ニコ・ヒュルケンベルグ     | ハース-フェラーリ                       | 1:43.101 | 1:43.191 | n/a      | 12   |
| 14                  | 18  | ランス・ストロール         | アストンマーティン・アラムコ-メルセデス | 1:43.370 | 1:43.404 | n/a      | 13   |
| 15                  | 3   | ダニエル・リカルド         | RB-ホンダ・RBPT                         | 1:43.547 | n/a      | n/a      | 14   |
| 16                  | 4   | ランド・ノリス             | マクラーレン-メルセデス                 | 1:43.609 | n/a      | n/a      | 15   |
| 17                  | 77  | バルテリ・ボッタス         | キック・ザウバー-フェラーリ             | 1:43.618 | n/a      | n/a      | 16   |
| 18                  | 24  | 周冠宇                     | キック・ザウバー-フェラーリ             | 1:44.246 | n/a      | n/a      | 17 2 |
| 19                  | 31  | エステバン・オコン         | アルピーヌ-ルノー                       | 1:44.504 | n/a      | n/a      | PL 3 |
| 107% time: 1:49.969 |     |                            |                                         |          |          |          |      |
| DSQ                 | 10  | ピエール・ガスリー         | アルピーヌ-ルノー                       | 1:43.088 | 1:43.179 | n/a      | 18 4 |
| 出典:               |     |                            |                                         |          |          |          |      |

追記
- ^1 - ハミルトンはパルクフェルメ下でパワーユニットのコンポーネント交換（5基目のエンジン（ICE） /  ターボチャージャー（TC）/ MGU-H / MGU-K）とサスペンションのセッティングを変更したためピットレーンスタート[15][16][注 1]
- ^2 - 周はFP3で年間最大使用数を超えるパワーユニットのコンポーネント交換（3基目のエナジーストア（ES） / コントロールエレクトロニクス（CE））を行ったため20グリッド降格（グリッド降格数が15を超えたため最後尾からのスタート[注 2]）[17][18]
- ^3 - オコンはパルクフェルメ下でパワーユニットのコンポーネント交換（5基目のエンジン（ICE）/ ターボチャージャー（TC） / MGU-H）を行ったためピットレーンスタート[15][19][注 1]
- ^4 - ガスリーは予選後に燃料流量違反が判明したため失格[20][21]

## 決勝
2024年9月15日 15:00 AZT (UTC+4)
（特記のない出典：）
- 気温：27 °C (81 °F) 路面温度：46 °C (115 °F) 天候：晴 路面状況：ドライ

2番手グリッドからスタートしたオスカー・ピアストリが今季2勝目を挙げた。4年連続でポールポジション獲得したシャルル・ルクレールはスタートを成功させたが、20周目にピアストリがルクレールをオーバーテイクして首位に浮上した。ルクレールはピアストリに対し首位奪還のチャンスを伺ったが、最後までピアストリが首位の座を守り抜いた。
セルジオ・ペレスはこの2台の後ろに付き、レース終盤にはカルロス・サインツもペレスの背後に迫ったが、残り2周でペレスとサインツが接触してしまう。この接触によりバーチャルセーフティカー（VSC）が出されてそのままレースは終了し、ジョージ・ラッセルが3位表彰台を獲得した。15番手からスタートしたランド・ノリスはレース終盤にマックス・フェルスタッペンを抜いて4位でフィニッシュし、ファステストラップも記録した。フェルスタッペンは、ファステストラップを狙うためソフトタイヤに交換したが、VSCが出されたためアタックできなかった。これでドライバーズタイトル争いは2位のノリスが首位フェルスタッペンとの差を59点に縮め、コンストラクターズタイトルは争いはマクラーレンがレッドブルをついに逆転し、20点の差を付けて首位に躍り出た。
フランコ・コラピントは8位でフィニッシュし、F1デビュー2戦目で初ポイントを獲得した。同じくF1デビュー2戦目のオリバー・ベアマンも10位でフィニッシュし、デビュー2戦で異なるチーム（フェラーリ（第2戦サウジアラビアGP）とハース）から出走してポイントを獲得した史上初のドライバーとなった。角田裕毅はスタート直後にランス・ストロールと接触。マシンダメージが大きく、前戦イタリアGPに続いてレース序盤でリタイアした。

### レース結果
| 順位  | No. | ドライバー                 | コンストラクター                        | 周回数 | タイム/リタイア原因 | Grid | Pts.  |
| ----- | --- | -------------------------- | --------------------------------------- | ------ | ------------------- | ---- | ----- |
| 1     | 81  | オスカー・ピアストリ       | マクラーレン-メルセデス                 | 51     | 1:32:58.007         | 2    | 25    |
| 2     | 16  | シャルル・ルクレール       | フェラーリ                              | 51     | +10.910             | 1    | 18    |
| 3     | 63  | ジョージ・ラッセル         | メルセデス                              | 51     | +31.328             | 5    | 15    |
| 4     | 4   | ランド・ノリス             | マクラーレン-メルセデス                 | 51     | +36.143             | 15   | 13 FL |
| 5     | 1   | マックス・フェルスタッペン | レッドブル-ホンダ・RBPT                 | 51     | +1:17.098           | 6    | 10    |
| 6     | 14  | フェルナンド・アロンソ     | アストンマーティン・アラムコ-メルセデス | 51     | +1:25.468           | 7    | 8     |
| 7     | 23  | アレクサンダー・アルボン   | ウィリアムズ-メルセデス                 | 51     | +1:27.396           | 9    | 6     |
| 8     | 43  | フランコ・コラピント       | ウィリアムズ-メルセデス                 | 51     | +1:29.541           | 8    | 4     |
| 9     | 44  | ルイス・ハミルトン         | メルセデス                              | 51     | +1:32.401           | PL   | 2     |
| 10    | 50  | オリバー・ベアマン         | ハース-フェラーリ                       | 51     | +1:33.127           | 10   | 1     |
| 11    | 27  | ニコ・ヒュルケンベルグ     | ハース-フェラーリ                       | 51     | +1:33.465           | 12   |       |
| 12    | 10  | ピエール・ガスリー         | アルピーヌ-ルノー                       | 51     | +1:57.189           | 18   |       |
| 13    | 3   | ダニエル・リカルド         | RB-ホンダ・RBPT                         | 51     | +2:26.907           | 14   |       |
| 14    | 24  | 周冠宇                     | キック・ザウバー-フェラーリ             | 51     | +2:28.841           | 17   |       |
| 15    | 31  | エステバン・オコン         | アルピーヌ-ルノー                       | 50     | +1 Lap              | PL   |       |
| 16    | 77  | バルテリ・ボッタス         | キック・ザウバー-フェラーリ             | 50     | +1 Lap              | 16   |       |
| 17†   | 11  | セルジオ・ペレス           | レッドブル-ホンダ・RBPT                 | 49     | 接触                | 4    |       |
| 18†   | 55  | カルロス・サインツ         | フェラーリ                              | 49     | 接触                | 3    |       |
| 19†   | 18  | ランス・ストロール         | アストンマーティン・アラムコ-メルセデス | 45     | ブレーキ            | 13   |       |
| Ret   | 22  | 角田裕毅                   | RB-ホンダ・RBPT                         | 14     | 接触ダメージ        | 11   |       |
| 出典: |     |                            |                                         |        |                     |      |       |

追記
- ^FL - ファステストラップの1点を含む
- ^† - リタイアだが、90%以上の距離を走行したため規定により完走扱い

勝者オスカー・ピアストリの平均速度
- 197.521 km/h (122.734 mph)

ファステストラップ
- ランド・ノリス - 1:45.255（42周目）

ラップリーダー
太字は最多ラップリーダー
- シャルル・ルクレール - 18周 (1-16, 18-19)
- カルロス・サインツ - 1周 (17)
- オスカー・ピアストリ - 32周 (20-51)

## 達成された主な記録
（特記のない出典：）
ドライバー
- 初入賞: フランコ・コラピント - 2戦目[22][29]
- オリバー・ベアマンはF1デビュー戦の第2戦サウジアラビアGPに続いて入賞し[30]、F1デビュー2戦で異なるチーム（フェラーリとハース）から出走して入賞を果たしたF1史上初のドライバーとなった[22]。
- 10回目のファステストラップ: ランド・ノリス

コンストラクター
- 170回目の優勝: マクラーレン

## 第17戦終了時点のランキング
|       | 順位 | ドライバー                 | ポイント |
| ----- | ---- | -------------------------- | -------- |
|       | 1    | マックス・フェルスタッペン | 313      |
|       | 2    | ランド・ノリス             | 254      |
|       | 3    | シャルル・ルクレール       | 235      |
|       | 4    | オスカー・ピアストリ       | 222      |
|       | 5    | カルロス・サインツ         | 184      |
| 出典: |      |                            |          |

|       | 順位 | コンストラクター                        | ポイント |
| ----- | ---- | --------------------------------------- | -------- |
| 1     | 1    | マクラーレン-メルセデス                 | 476      |
| 1     | 2    | レッドブル-ホンダ・RBPT                 | 456      |
|       | 3    | フェラーリ                              | 425      |
|       | 4    | メルセデス                              | 309      |
|       | 5    | アストンマーティン・アラムコ-メルセデス | 82       |
| 出典: |      |                                         |          |

- 注：いずれもトップ5まで掲載。